# Біографічний метод у соціології

## Біографічний метод в соціології
Біографічний метод  — вивчення індивідуального шляху та життєвого досвіду на різних стадіях.
Біографічні дані в соціології — це основне джерело детальних і мотивованих описів «історії» окремої особистості. Найчастіше джерелом біографічних даних стають особисті документи (мемуари, записки, щоденники тощо) або матеріали інтерв'ю і бесід. Лише в дуже рідких випадках дослідник має справу з життєписом, включає в себе всі події «від першого крику до останнього подиху». Зазвичай основна увага приділяється конкретним аспектам чи стадіям життя — кар'єрі, міжособистісних відносин тощо Деякі автори навіть пропонують натомість широко вживаних термінів «біографічний метод» або «історія життя» використовувати термін «історія окремого випадку».

## Визначення і витоки біографічного методу в соціології
У соціології «історії життя» найчастіше використовувалися для вивчення соціальних меншин — тих груп, які досить важко піддаються просторовій і тимчасової локалізації (і, отже, менш доступні для масштабних вибіркових обстежень).
У 1920-1940-х рр.. біографічний метод широко застосовувався представниками Чиказької школи.
Біографічний метод має дуже багато спільного з методом включеного спостереження і по суті є ще одним різновидом етнографічного підходу до «Аналізу випадку».
Відмінністю біографічного методу можна вважати велику сфокусованість на унікальних аспектах історії життя людини (іноді — групи, організації) і на суб'єктивному, особистісному підході до опису людського життя, кар'єри, історії любові тощо У центрі уваги соціолога тут виявляється документальне, або усне, опис подій з точки зору самого «випадку», тобто ті відомості, які в медицині називають суб'єктивним анамнезом. Як і метод включеного спостереження, біографічний метод має «етнографічні» коріння.
Перша опублікована робота в 1918—1920 рр.. книга В. Томаса і Ф. Знанецкого "Польський
селянин в Європі і в Америці ".

## Збір інформації
Н. Дензін дав одне з найпопулярніших визначень біографічного методу (Методу «історій життя», «життєписів»): "… біографічний метод являє переживання і визначення однієї особи, однієї групи або однієї організації в тій формі, в якій ця особа, група або організація інтерпретують ці переживання. До матеріалами життєвої історії відносяться будь-які записи або документи, включаючи «Історії випадку» соціальних організацій, які проливають світло на суб'єктивне поведінку індивідів і груп. Такі матеріали можуть варіювати від листів до автобіографій, від газетних повідомлень до протоколів судових засідань "
Припущення про необхідність врахування «перспективи діяча», його смислового горизонту і визначення ситуації відіграє провідну роль при використанні біографічного методу. Так як метою тут в кінцевому рахунку виявляється розуміння тих чи інших аспектів «внутрішнього світу» суб'єкта, необхідним стає і
припущення про те, що досліджувані мають досить складною структурою суб'єктивного досвіду і здатні відокремити власний «образ Я» від способу навколишнього світу, здатні "сприйняти себе як активного суб'єкта своєї власної історії життя, відмінного від соціального світу "
Наступна фундаментальна особливість біографічного методу — його спрямованість на відтворення історичної, розгорнутої в часі, перспективи подій. Використовуючи біографічний метод, соціолог стає в деякому роді
соціальним істориком. Історія соціальних інститутів і соціальних змін тут розкриває себе через розповіді людей про їх власного життя. Це відкриває додаткові можливості для перегляду «офіційних» версій історії, написаних з позицій пануючих класів і груп і зіставлення цих версій з заснованим на повсякденному досвіді знанням соціального життя, який мають непривілейованих і «безмовні» соціальні групи. "Хто говорить і кого
слухають — це політичні питання; факт, що стає особливо очевидним, коли голос отримують люди, що володіють низьким статусом і владою "
Зауважимо тут, що нерідко біографічний матеріал збирається в ході цілком традиційного вибіркового обстеження. У більшості випадків вибірка такого дослідження представляє якусь вікову когорту чи професійну групу.

## Аналіз та інтерпретація біографічного матеріалу
Застосування причинних моделей до аналізу «історій життя» вимагає використання процедур аналітичної індукції. Роль негативних, що спростовують прикладів у цьому випадку особливо істотна: узагальнення, побудовані на кількох "історіях життя ", можуть бути уточнені, доповнені або спростовані лише при зіставленні з новими, відібраними по теоретично-релевантним ознаками, випадками. Зайве говорити про необхідність обґрунтування «типовості», репрезентативності відібраних для вивчення індивідуальних випадків. Тут застосовні ідеї теоретичної вибірки, розглянуті в розділі про включеному спостереженні. Наприклад, в дослідженні зміни
сімейних взаємин і циклів сімейного життя передував детальний аналіз доступних демографічних даних про міжкласових і відмінностях поколінь за такими параметрами, як розмір сім'ї, час народження самої молодшого дитини та її відділення від батьківської сім'ї. В результаті дослідники визнали можливим обмежитися 130-ма біографічними інтерв'ю з чоловіками і жінками, народженими в кінці 1890 — початку 1900-х рр.. в канадському
містечку Гамільтон (Онтаріо) і його околицях. Квотна вибірка репрезентувала три типові соціальні групи — міський середній клас, міських робітників і фермерів. В цілому біографічний метод особливо уразливий для критики, що вказує на наявність таких загроз внутрішньої валідності, як суб'єктивний зсув та історична
еволюція суб'єктів. Всі респонденти, які розповідають свої «життєві історії», аналізують своє минуле (і передбачають майбутнє) з точки зору конкретного, "ось цього ", моменту свого особистісного розвитку, зазвичай прагнучи дати узгоджену картину життя як цілого. До того ж соціолог повинен пам'ятати про те, що сама форма біографічного оповідання — літературна по суті — підштовхує суб'єкта до використання популярних біографічних канонів, розхожих «сценаріїв» (наприклад, «історія успіху», "розповідь про пошук " індивідуальної ідентичності ", " життя природженого невдахи "тощо). З цієї точки зору . «Хороша» біографія не повинна бути надмірно узгодженої в усіх деталях.
Використання інтерпретативних моделей в аналізі біографічних даних орієнтоване не стільки на виведення загальних пояснень і причинних закономірностей, скільки на розуміння суб'єктивного сенсу подій з точки зору діяча. Однак і в цьому випадку достовірність інтерпретації залежить від зіставлення відомостей, отриманих з різних джерел, і критичної оцінки особистих повідомлень. Фактично біографічний метод веде дослідника до
тим же проблемам, що і метод історіографічний. Тут часто необхідні і оцінка достовірності і справжності особистого документа, і співвідношення з іншими свідоцтвами, а іноді — і встановлення авторства. Біографічний метод за історичним визначенням — використовуючи документи минулого, він прагне до створення переконливого історичного пояснення отриманих відомостей. Оскільки історіографією називають будь-яку спробу реконструкції минулого на основі документальних даних, «історія життя» — теж форма історіографії.

## Загальна схема аналізу і опису «історії життя» за Н.Дензіном
Крок 1: Відберіть дослідні проблеми і гіпотези, які можуть бути досліджені і перевірені за допомогою історії життя.
Крок 2: Відберіть суб'єкта або суб'єктів і визначте, в якій формі будуть зібрані біографічні дані.
Крок 3: Опишіть об'єктивні події та переживання з життя суб'єкта, що стосуються проблем, що вас цікавлять. Ці події підлягають оцінці з точки зору різних джерел і перспектив (тріангуляція) таким чином, щоб протиріччя, непослідовність і нерегулярність стали очевидні.
Крок 4: Отримайте від суб'єкта його інтерпретації цих подій, слідуючи природному або хронологічному порядку.
Крок 5: Проаналізуйте всі твердження і повідомлення з точки зору їх внутрішньої і зовнішньої валідності … (Перевірте достовірність джерел).
Крок 6: Прийміть остаточне рішення про достовірність вищезазначених джерел і встановіть пріоритетні джерела для подальшої перевірки гіпотез.
Крок 7: Почніть перевірку попередньо сформульованих гіпотез, пошук спростовують прикладів. Продовжуйте модифікувати ці гіпотези, висувати нові і перевіряти їх.
Крок 8: Складіть чорновий начерк всієї «історії життя» і ознайомте з ним досліджуваних, щоб дізнатися їхню реакцію.
Крок 9: переробіть дослідний звіт, виклавши події в їхньому природному послідовності і врахувавши зауваження досліджуваних суб'єктів. Уявіть в звіті ті гіпотези і припущення, які отримали підтвердження. У висновку
зупиніться на теоретичної значущості ваших висновків і перспективи подальшого дослідження ".
Ця схема може служити орієнтиром у роботі з біографічними даними.
'